# マヤラ・マグリ
マヤラ・マグリ（Mayara Magri）は、ブラジル出身のバレエダンサーである。2012年からロイヤル・バレエ団に在籍し、2021年9月からはプリンシパルを務めている。

## 幼少期
ブラジルで生まれ育ち、8歳のときに、リオ・デ・ジャネイロのプチ・ダンス・スクールで学ぶためのスカラシップを授与された。2011年、16歳のときに、ユース・アメリカ・グランプリのシニア部門グランプリ、ローザンヌ国際バレエコンクールでスカラシップと観客賞を受賞した。教師からはアメリカで学ぶことを勧められたが、ロンドンのロイヤル・バレエ学校に進むことを選んだ。マグリはそれまでワガノワ・メソッドで学んでいたため、イギリス式の教授法に適応しなければならなかった。

## 経歴
2012年、17歳でロイヤル・バレエ団への入団オファーを受けた。2015年にファースト・アーティスト、2016年にソリスト、2018年にファースト・ソリストに昇進した。この間、『ドン・キホーテ』のキトリ、『ラ・バヤデール』のガムザッティ、『うたかたの恋』のミッツィ・キャスパー、『マノン』のレスコーの情婦などを演じている。2020年6月、オンラインで放送された新型コロナウイルス感染症の世界的流行を受けて閉鎖されていたロイヤル・オペラ・ハウスの再開公演で、マシュー・ボールとともにクリストファー・ウィールドンの『Within the Golden Hour』抜粋を踊ったが、このときボールとともに5日間でパ・ド・ドゥをものにして公演に臨んでいる。2021年5月には、ロイヤル・バレエ団から同年9月をもってマグリをプリンシパルに昇格させることが発表された。